# Ни дня без приключений
«Ни дня без приключений» — советский приключенческий художественный фильм 1971 года, снятый на киевской «Киностудии им. А. Довженко». Режиссёром картины выступил Игорь Ветров. В главных ролях Александр Дудого, Юрий Демич и Всеволод Санаев, а также лётчик-космонавт Павел Попович в эпизодической роли.

## Краткое содержание
Действие происходит в пионерском лагере. Два друга не любят организованных мероприятий, во время концерта предпочитают запускать ракеты, драться, что не радует вожатого. Ребята мечтают стать изобретателями, для их изобретений требуется даже порох. Также мальчишки часто попадают в неприятности: в один день появляются недруги, которые поджигают почтовый ящик в подъезде. В пожоге обвиняют двух друзей, однако все пионеры из класса вступаются за них. Со временем ребята изменились, стали отстаивать справедливость, совершать добрые дела, бороться за право называть свой пионерский отряд именем лётчика-космонавта Павла Поповича.

## В ролях
- Саша Дудого
- Алеша Козлов
- Оля Демшевская
- Володя Субботин
- Всеволод Санаев — дед Данилюк
- Валентина Шарыкина — Клавдия Корнеевна
- Юрий Демич — Семён Петрович
- Павел Попович — камео
- Эммануил Геллер — чистильщик
- Геннадий Юдин — начальник милиции
- Екатерина Крупенникова — мать

## Съёмочная группа
- Режиссёр: Игорь Ветров
- Авторы сценария: Александр Власов, Аркадий Млодик
- Оператор: Александр Пищиков
- Художник: Анатолий Добролежа
- Композитор: Евгений Зубцов

## Критика
В журнале «Советский экран» отмечалось, что «наблюдая за юными героями экрана, зрители поражаются тому, как значительны, развиты, умны современные ребята, как рано выявляется в них личность».
Критик Нина Игнатьева в журнале «Искусство кино» считала: «Из арсенала стандартов авторы фильма „Ни дня без приключений“ извлекают и юного формалиста, скроенного по давно знакомым меркам и фасонам, а создатели „Пятой четверти“ не обходятся без дежурного персонажа, роль которого — выведывать „тайны“ героев». По её мнению, фильмы «Ни дня без приключений» и «Пятая четверть» объединяет их «слабая драматургия и невыразительная режиссура».